# César Vidal
César Carlos Vidal Manzanares (Madrid, 9 maggio 1958) è uno scrittore, storico e giornalista spagnolo naturalizzato statunitense, che ha scritto soprattutto di storia contemporanea della Spagna.

## Biografia
Ha studiato storia e filosofia.
I detrattori, tra cui l'ispanista irlandese Ian Gibson, lo accusano di mancanza di rigore nelle sue opere, che presentano, dicono, argomenti di parte. Ha pubblicato oltre 100 libri. È stato direttore responsabile del Team che si è occupato della traduzione in spagnolo del Libro nero del comunismo.

## Premi
Vidal ha conseguito numerosi premi letterari, tra cui il Premio de biografía "Las Luces" (2002) per una biografia del presidente americano Lincoln. Il suo libro, El Holocausto (1995), gli ha valso il riconoscimento dei sopravvissuti dell'Olocausto - Yad Vashem.